# 저지대긴코다람쥐
저지대긴코다람쥐(Hyosciurus ileile)는 다람쥐과에 속하는 설치류의 일종이다. 인도네시아 술라웨시섬의 토착종이다. 자연 서식지는 아열대 또는 열대 기후 지역의 건조 저지대 초원이다.